# Jörg Magnus Pfeil
Jörg Magnus Pfeil (* 1964) ist ein deutscher Komponist.

## Biografie
Jörg Magnus Pfeil studierte an der Universität Mainz Musikwissenschaften und in Frankfurt und Bern jeweils Jazz- und Popularmusik. Parallel dazu spielte er als Pianist in mehreren Bands und Ensembles mit. Er sammelte Erfahrungen als Songwriter und Komponist. Anschließend konzentrierte er sich vermehrt auf Kompositionen und schrieb als freier Mitarbeiter bei FunDeMental Studios  in Frankfurt Musik für Werbe, Industrie- und Dokumentarfilme. Seit dem Jahr 2000 lebt er in München und komponiert seitdem vor allem für Fernsehfilme wie Deutschmänner, Nicht ohne meine Schwiegereltern und Alter vor Schönheit die Musik.

## Filmografie (Auswahl)
- 2000–2002: Nesthocker – Familie zu verschenken (Fernsehserie, 29 Folgen)
- 2001: Wilder Hafen Ehe
- 2002: Auch Engel wollen nur das Eine
- 2004: Im Zweifel für die Liebe
- 2005: Deutschmänner
- 2005: Wink des Himmels
- 2006: Nicht ohne meine Schwiegereltern
- 2006: Vater Undercover – Im Auftrag der Familie
- 2007: Das Duo: Liebestod
- 2007: Ein unverbesserlicher Dickkopf
- 2007: Gordos Reise ans Ende der Welt
- 2008: Alter vor Schönheit
- 2008: Gefühlte XXS – Vollschlank & frisch verliebt
- 2008: Die Treue-Testerin – Spezialauftrag Liebe
- 2009: Nichts als Ärger mit den Männern
- 2010: Bei manchen Männern hilft nur Voodoo
- 2010: Die Route
- 2010: Weihnachten im Morgenland
- 2010: Tatort: Borowski und eine Frage von reinem Geschmack
- 2011: Die Erfinderbraut
- 2011: Für immer daheim
- 2011: Lügen haben linke Hände
- 2012: Im Brautkleid meiner Schwester
- 2013: Absturz im Wald – Die wahre Geschichte der Hitler-Tagebücher
- ab 2014: Terra Mater (Filmreihe, 10 Folgen)
- 2017: Eltern allein zu Haus (TV-Trilogie)
- 2017–2021: Frühling (Fernsehreihe)
  - 2017: Nichts gegen Papa
  - 2018: Mehr als Freunde
  - 2018: Wenn Kraniche fliegen
  - 2021: Große kleine Lügen
- 2019: Camping mit Herz